# Aiphanes horrida
Aiphanes horrida é uma espécie botânica pertencente à família Arecaceae.